# ヴォルシスキー
座標: 北緯48度48分20秒 東経44度44分30秒 / 北緯48.80556度 東経44.74167度

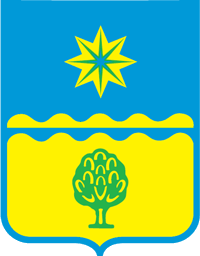
ヴォルシスキー市の紋章

ヴォルシスキー（ヴォールシスキー、ロシア語: Во́лжский, Volzhsky）は、ロシア南部のヴォルゴグラード州にある工業都市。人口は32万1479人（2021年）。
ヴォルガ川下流の東岸にあり、ヴォルガの分流アフトゥバ川が分かれる地点に当たる。街のすぐ上流にはヴォルガ川を堰き止めた巨大ダムがあり、ヴォルゴグラード湖が形成されている。ヴォルガ川対岸へは、ダム上の道路で渡るようになっている。州都ヴォルゴグラードからは北東へ20km。最寄りの都市は、ヴォルゴグラード対岸の町クラスノスロボツクで、ヴォルシスキーからは南西へ17km。

## 歴史

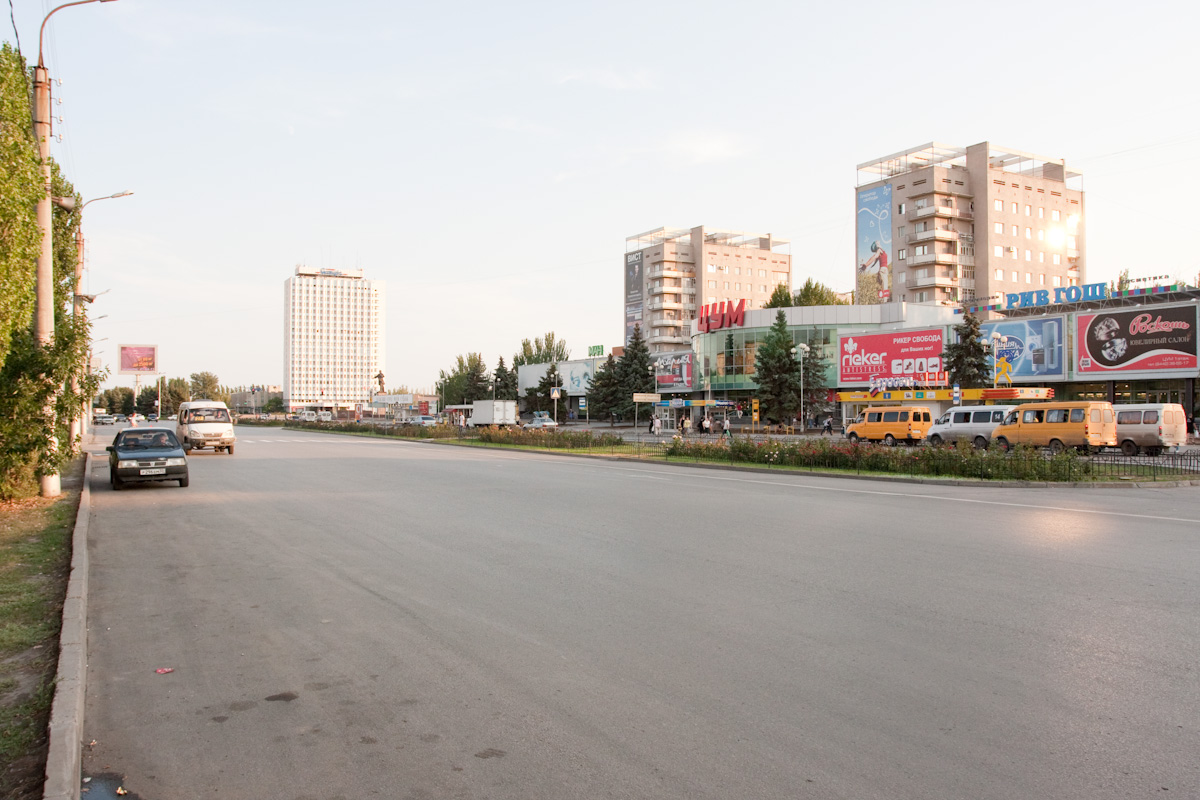
ヴォルシスキーの中心部のレーニン大通り

18世紀頃まで、現在のヴォルシスキー市の場所はステップ地帯のただなかであり人のほとんどいない場所だった。最初の住民はベズロドニエ（безродные, 「親類のない人々」）と自称する逃亡者たちで、彼らの作った村もベズロドノエという名であった。1720年、皇帝ピョートル1世は、桑の木が大量に茂るこの地に目をつけて絹糸工場を作るよう命じた。
絹工場から始まったベスロドノエの町は、ヴォルガ川を巨大ダムで堰き止めてヴォルガ水力発電所を建設する工事にあたり、ダム建設労働者の街として、さらに重工業都市として開発されることになった。1952年には都市型集落ヴォルシスキー（「ヴォルガの町」）が誕生した。当時の人口は10,000人ほどであった。人口が30,000人に達した1954年には市に昇格し、以後発電所建設で人口が急増した。ヴォルシスキーの市街地を建設したのはダム建設にあたった労働者たちで、建設後には家やアパートを受け取ることになっていた。彼らの中には囚人たちも多数含まれていた。団地計画では、各アパートは中庭を持ち、ステップから吹いてくる夏の暑い風をさえぎるように設計されていた。1960年代半ばには人口は10万人を突破している。

## 経済

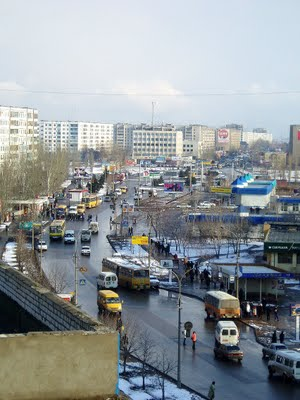
ヴォルシスキー市街地

市の主な雇用主はヴォルガ水力発電所（Volga GES）である。そのほか、鋼管工場、化学繊維工場、化学製品工場、レジン工場、タイヤ工場、ベアリング工場、電子部品工場など各種企業が集積しておりヴォルゴグラードと並ぶ工業の拠点になっている。1993年には市内バスや都市間バスを製造するバス工場も開業した。
ヴォルシスキーには、ヴォルゴグラードやモスクワの大学の分校などの高等教育機関も集まっている。

## 姉妹都市
- コッレーニョ、イタリア
- オロモウツ、チェコ